# Cupofty
Cupofty est un groupe de punk rock et pop punk français, originaire des Yvelines. Après un album studio, Californiais (2009), et deux démos notamment, le groupe se sépare en 2011.

## Biographie
Formé en 2000 par trois jeunes musiciens originaire de la région parisienne : Tim (Chant/Basse), Jérôme (guitare, chœurs), et Julien (batterie), ce groupe au style pop punk est fortement influencé par des groupes de rock californien. Le groupe sort deux autoproductions en 2001 et 2003. C’est alors qu’il connait un premier buzz sur internet grâce au clip tiré de leur chanson What’s Wrong With Me ?, par la suite diffusé sur TV Fil 78 et sur YvelinesRadio. Gagnant du concours Fêtedelamusique sur orange.fr, les choses s’accélèrent et en 2007, Cupofty sort un nouveau clip, Rebel. Ce clip fait rapidement le tour de la toile et le groupe se voit ouvrir les portes de Virgin 17 ainsi que du Mouv'.
En 2008, un nouveau membre s’intègre au groupe, Oliv (guitare, chœurs). Leur  premier album, Californiais, sort le 1er juin 2009, enregistré par Matt Tosi et mixé en Allemagne au Principal Studio par Joerg Umbreit.  À la suite de cet album, ils enchainent les premières parties de groupes tels que Fall Out Boy,, sur leur tournée française en mars 2009  (Zenith de Paris, Montpellier, Strasbourg et la Médoquine de Bordeaux), puis Aloha from Hell en juin 2009 (La Boule Noire à Paris,  le Transbordeur à Lyon, L’AB Club à Bruxelles et la Laiterie à Strasbourg) et Metro Station au Bataclan en septembre 2009.
Début 2010, Cupofty fait un featuring sur le dernier album Killerpilze sur la chanson Rendez-vous. Cupofty a également écrit et composé L’enfer du combat, la musique du générique d’une émission de catch (Ring of Honor) diffusée sur MCM depuis septembre 2010, le clip de cette chanson apparait aussi sur cette même chaine. À la fin de 2010, Guiguy(Clavier/chœurs) rejoint l’aventure Cupofty, désormais le groupe est au nombre de 5.

## Membres

### Derniers membres
- Tim - chant, basse (2000-2011)
- C. - guitare, chant (2000-2011)
- Gulien - batterie (2000-2011)
- Oliv' - guitare, chant (2008-2011)
- Guiguy - claviers, basse, chant (2010-2011)

### Anciens membres
- Totof - guitare (2006)
- Mikonos - DJing (2002-2005)
- D.V - basse, guitare (2001)

## Vidéographie

### Clips
- What's Wrong With Me? (2002) Réalisé par Alexandre Putfin
- Rebel[1] (2007) Réalisé par Alexandre Putfin
- Antisocial (2008) Réalisé par Heaven Corp
- L'Enfer du combat (2010) BO de l'émission Ring of Honor diffusée sur MCM

### DVD
- Cupofty le DVD (2005)

## Concerts
- Tagada Jones : 24 avril 2004 à l'Estaminet(78)
- Mypollux/Pony Pony Run Run : 13 décembre 2007 à La Boule Noire (Paris)
- Fall Out Boy[3],[4],[9] : 10-11-14-22 mars 2009 au Zénith de Paris, Bordeaux, Montpellier, Strasbourg
- Aloha from Hell[9] : 3-4-5-6 juin 2009 à Bruxelles, Paris, Lyon, Strasbourg.
- MetroStation : 23 juin 2009 au Bataclan (Paris)
- Killerpilze : 26 et 27 mars 2011 au Grand Mix (Tourcoing) et au Trabendo (Paris)

## Concours
- En juin 2006, Cupofty remporte le concours fête de la Musique organisé par orange.fr. Le clip What's Wrong With Me? était visible sur la page d'accueil du site toute la journée du 21 juin 2006.
- En mai 2009, le groupe remporte la Battle RockOne contre AThousandLeaves (3101 votes contre 578).